# Serapie

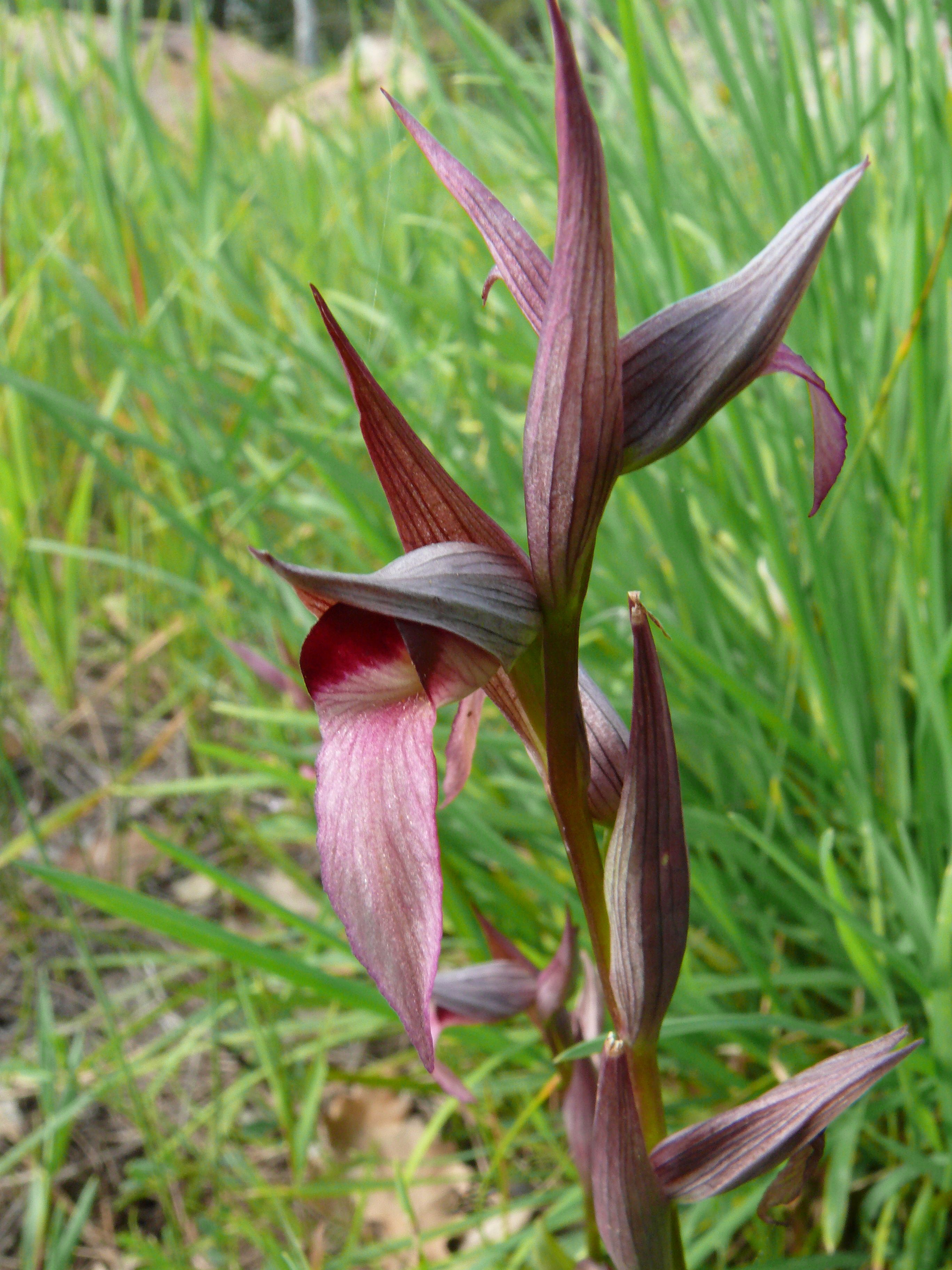
Serapias lingua

Serapie (Serapias), česky též sehnutka, je rod pozemních orchidejí. Jsou to vytrvalé byliny charakteristického vzhledu a se zajímavou, specializovanou biologií opylování. Rod zahrnuje 16 druhů a je rozšířen ve Středomoří a jihozápadní Asii, v menší míře i v Makaronésii a na Kavkaze. V České republice žádný druh neroste.

## Popis
Serapie jsou vytrvalé, přímé byliny se 2 až 3, řidčeji až 5 podzemními, kulovitými či vejcovitými hlízami. Listy jsou lodyžní, úzce čárkovité až široce kopinaté, vzpřímené nebo srpovitě zahnuté, se skvrnitou nebo zelenou pochvatou bází. Květenství je zpravidla protáhlé, husté až řídkokvěté, složené ze 2 až 10 nebo i více květů. Květy jsou podepřeny nápadnými, velkými listeny, které jsou většinou delší než květy. Listeny bývají podélně žilkované. Kališní a korunní lístky bývají přilehlé a tvoří kápovitý útvar. Kališní lístky jsou úzce až vejčitě eliptické, na vrcholu volné. Korunní lístky mají vejčitě eliptickou až vejčitou bázi a vybíhají do dlouhé tenké špičky. Pysk je trojlaločný, bez ostruhy, zpravidla delší a širší než kališní lístky, členěný na bazální část (hypochil) se vzpřímenými postranními laloky a koncovou, jazykovitou část (epichil). Epichil je úzce eliptický, široce vejčitý až srdčitý, trojžilný, visící nebo nazpět zahnutý. Pyl je ve dvou brylkách, připojeným k viscidiu. Semeník je válcovitý až vřetenovitý, lysý a přisedlý. Plodem je vzpřímená, podlouhlá tobolka, obsahující mnoho drobných, zploštělých semen se síťnatým povrchem.

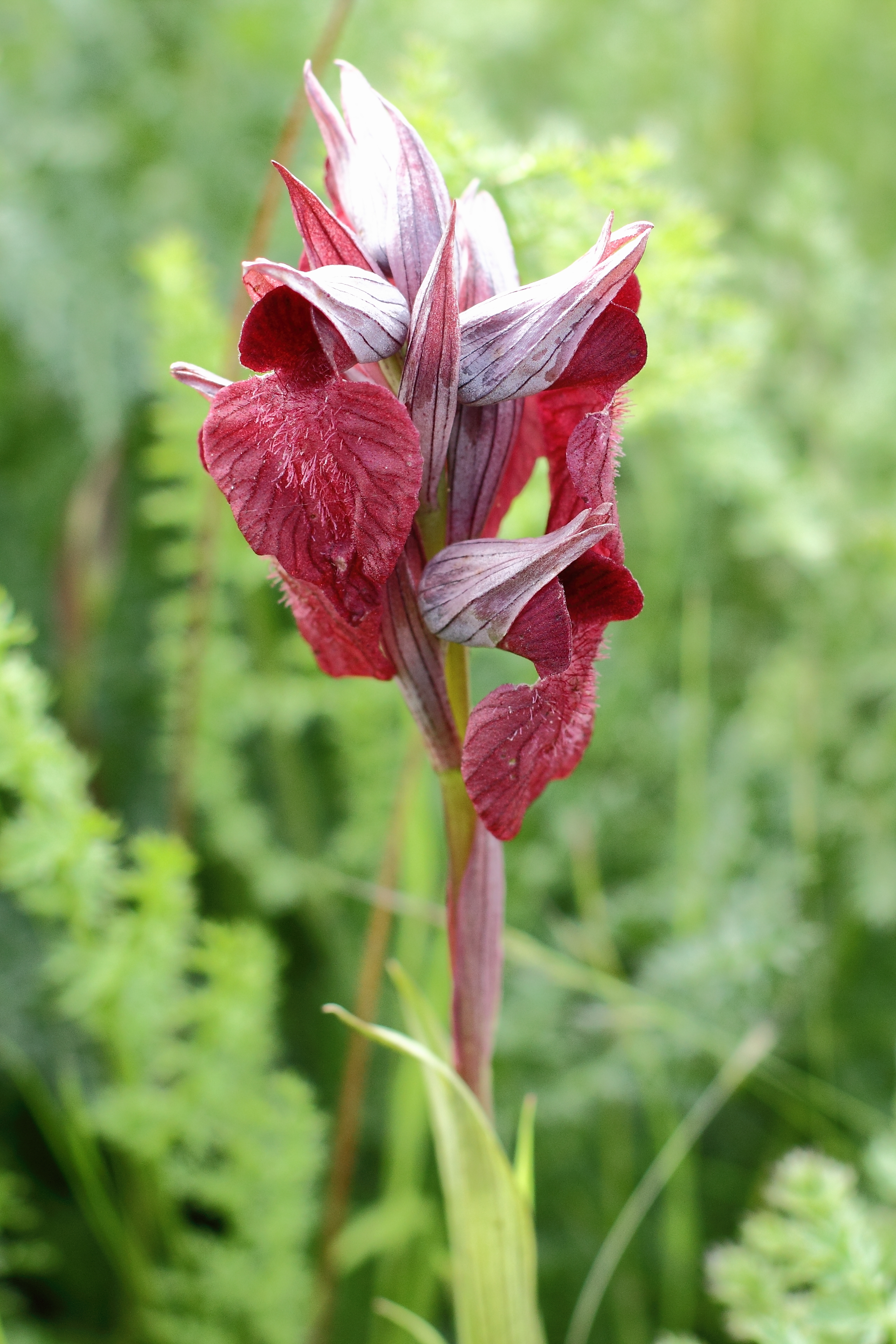
Serapie srdčitá (Serapias cordigera)
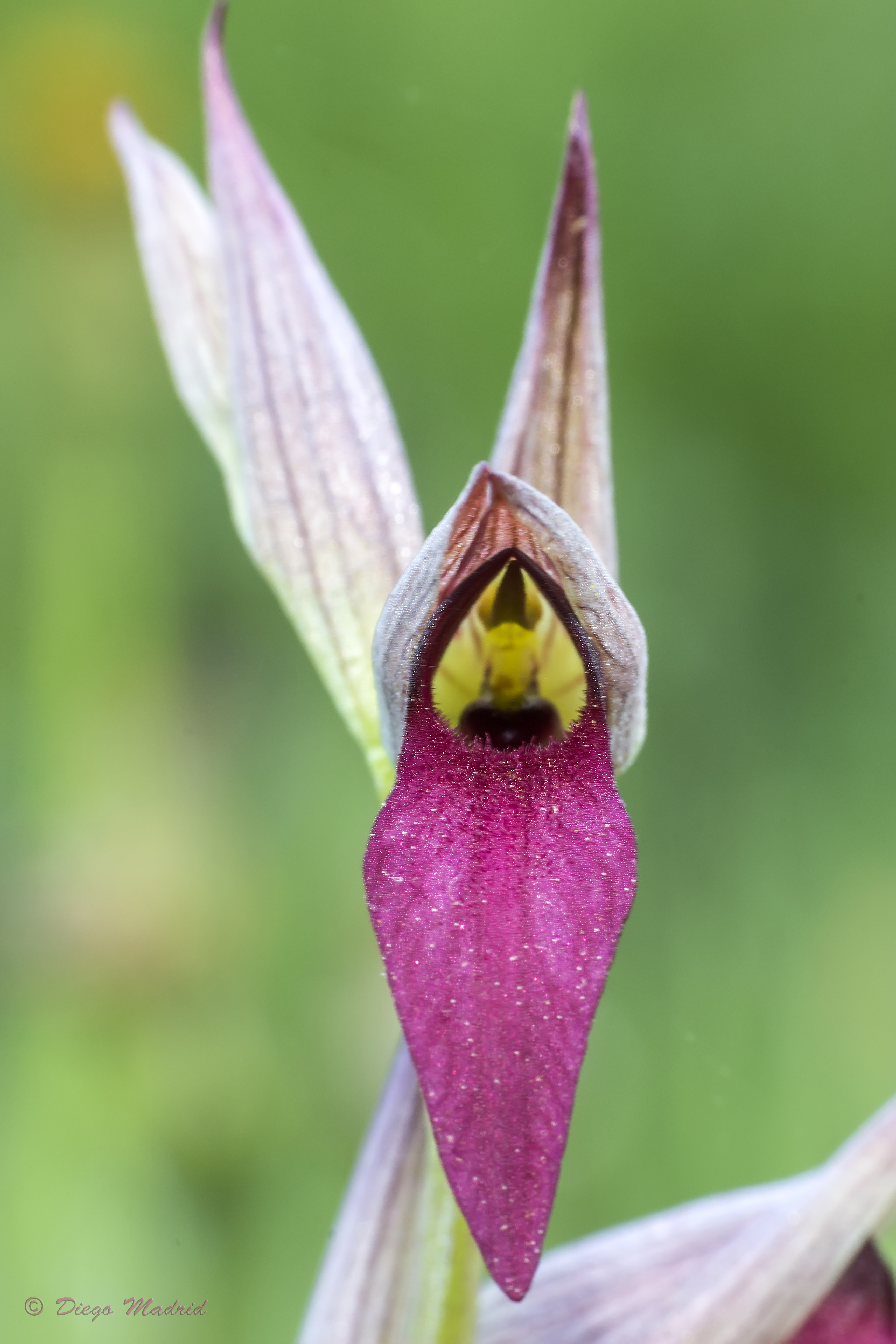
Květ Serapias lingua
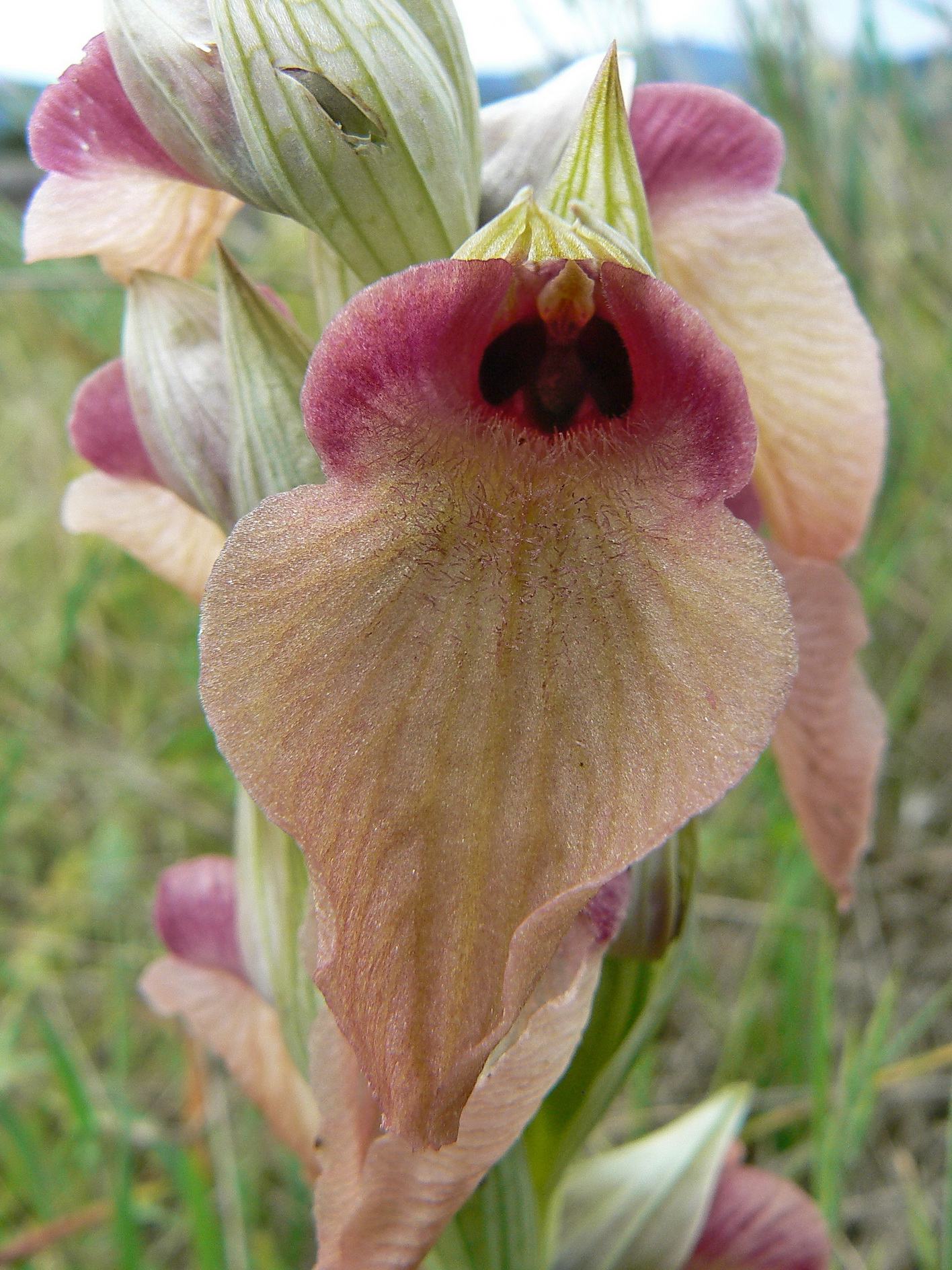
Detail květu Serapias neglecta

## Rozšíření
Rod serapie zahrnuje asi 16 uznávaných druhů, existuje však i velké množství spontánních kříženců. Je rozšířen ve Středomoří, jihozápadní Asii, Kavkaze a ostrovech Makaronésie.
Nejsevernější výskyt je ve francouzské Bretani. Nověji byly nalezeny i na Normanských ostrovech (S. lingua) a v Cornwallu v Anglii (S. parviflora).
Největší areál, rámcově se překrývající s celkovým areálem rozšíření rodu, má druh Serapias vomeracea. Široké rozšíření téměř v celém Středomoří od Pyrenejského poloostrova po Turecko a včetně severní Afriky mají druhy Serapias cordigera, Serapias lingua a Serapias parviflora. Jiné druhy s rozsáhlejším areálem jsou omezeny spíše na západní (Serapias neglecta, Serapias nurrica, Serapias olbia, Serapias strictiflora) nebo naopak východní Středomoří (Serapias bergonii, Serapias orientalis, Serapias politisii). V oblasti Itálie se obě tyto skupiny střetávají a je zde proto největší počet druhů (celkem 13).
Ze severní Afriky je udáváno 8 druhů. V Makaronésii se vyskytují 2 druhy. Serapias cordigera zasahuje na Azory, Serapias parviflora na Kanárské ostrovy. Nejdále na východ, na Kavkaz, zasahují druhy Serapias orientalis a Serapias vomeracea. Oba druhy také jako jediné zasahují do Sýrie a Palestiny.

## Ekologie
Serapie rostou na širokém spektru vlhkých i suchých stanovišť, jako jsou suché trávníky a křovinaté porosty, vlhké pastviny a louky, písečné duny, olivové háje, terasovité plantáže a otevřené borové háje. Vystupují až do nadmořských výšek okolo 1200 metrů. Vyhledávají bazické až mírně kyselé, nezasolené půdy s pH v rozsahu 6,5 až 8. Listová růžice se zakládá již na podzim a přetrvává zimu. Kvetou obvykle od března do dubna, v chladnějších polohách i v červnu. Po odkvětu vysemení a pak záhy zatahují. Suché letní období přečkávají v podzemních hlízách. Semenáčky kvetou zhruba po třech letech od vyklíčení. Některé druhy mohou na příhodných stanovištích vytvářet početné kolonie, jiné rostou spíše vzácně a jednotlivě.

## Ekologické interakce

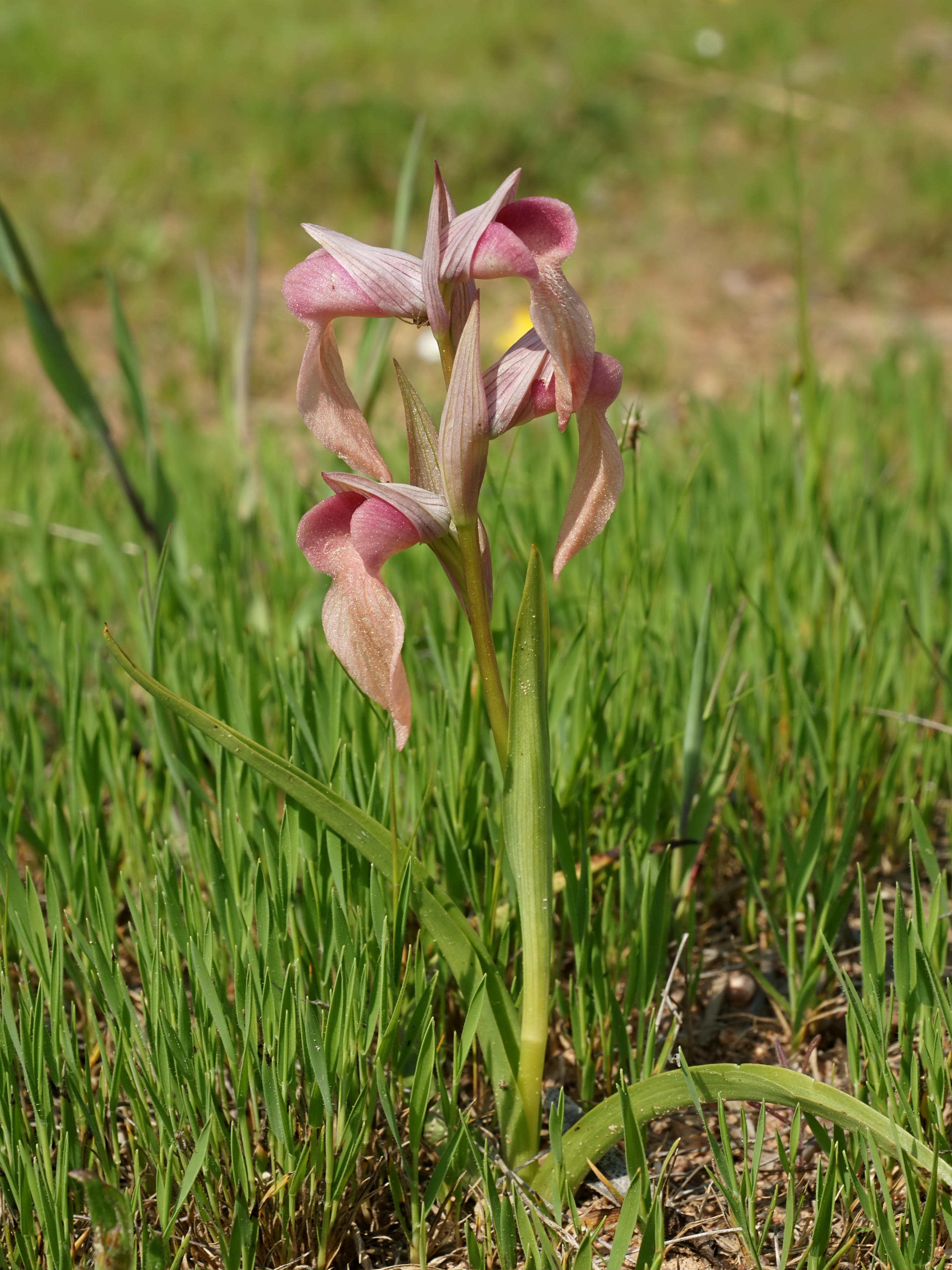
Serapie Serapias neglecta

Biologie opylování serapií je velmi specializovaná a dosud ne zcela prozkoumaná.
Serapie bývají považovány za klamavé orchideje, neboť tvarem svých květů imitují dutiny, které vyhledávají některé druhy samotářských včel. Květy neposkytují opylovačům žádný konzumovatelný pyl ani nektar.
Bývají v nich nacházeni převážně včelí samci, kterým poskytují úkryt před větrem a deštěm. Samice spí ve svých vlastních hnízdech, čímž se vysvětluje, že bývají v květech nacházeny podstatně vzácněji než samci.
Bylo zjištěno, že se květy v ranních hodinách zahřívají, a včelu tak prohřejí k časnější denní aktivitě. Mikroklima v květu tak funguje jako atraktant podobně jako u některých alpínských či arktických rostlin.
Efektivní opylování zajišťují zejména robustnější včely rodů Eucera, Andrena, Osmia a Tetralonia. Drobnější druhy rodů Ceratina a Prosopis nepřicházejí s brylkami do kontaktu a na opylení se tedy významněji nepodílejí.
Květy serapií rovněž navštěvují brouci zejména z čeledí stehenáčovití (Oedemeridae) a lesanovití (Lymexylidae).
V květech, které nebyly opyleny hmyzem, dochází v průběhu odkvětu k rozpadu pylových brylek a dochází k samoopylení. Násada plodů ale bývá u takových květů podstatně nižší v porovnání s květy navštěvovanými opylovači.

## Taxonomie a fylogeneze
Rod Serapias je v rámci čeledi Orchidaceae řazen do podčeledi Orchidoideae, tribu Orchideae a podtribu Orchidinae. Podle výsledků fylogenetických studií je rod monofyletický.
Na základě morfologie květů je rod rozdělován do dvou sekcí. Druhy s jedním vystouplým žebrem na bázi pysku (S. lingua aj.) jsou řazeny do sekce Serapias, druhy se dvěma žebry do sekce Bilamellaria.
Mezi blízce příbuzné rody náleží Anacamptis, Ophrys, Himantoglossum a asijský monotypický rod Steveniella.
Rody Serapias a Ophrys, které se oba vyznačují specializovanými a v rámci dané skupiny orchidejí ojedinělými způsoby opylování, se od sebe evolučně oddělily asi před 10,5 až 12,8 milióny let. K vlastní diverzifikaci jednotlivých druhů rodu Serapias však došlo mnohem později, asi před 0,5 až 1,2 milióny let.
Udávané počty druhů rodu Serapias se v různých zdrojích velmi liší v závislosti na taxonomickém pojetí a pohybují se v rozpětí od 16 až do 29.
Určování serapií v terénu bývá komplikované, neboť spolu jednotlivé druhy často hybridizují. Bylo zaznamenáno asi 90 různých mezidruhových kříženců. Rovněž se objevují mezirodoví kříženci s rody Anacamptis (×Serapicamptis), Dactylorhiza (×Serapirhiza), Ophrys (×Seraphys) a Orchis (×Orchiserapias) a rovněž s rodem Himantoglossum.

## Zástupci
- serapie jónská (Serapias ionica)
- serapie malokvětá (Serapias parviflora)
- serapie nachová (Serapias vomeracea)
- serapie srdčitá (Serapias cordigera)[2][13]

## Význam
Hlízy některých druhů jsou ve východním Středomoří a jihozápadní Asii sbírány k přípravě salepu.
Serapie se běžně nepěstují a nejsou uváděny ze sbírek žádné české botanické zahrady.